# Apostolisch vicariaat Grave-Nijmegen
Het apostolisch vicariaat Grave-Nijmegen werd opgericht nadat door het concordaat van 15 juli 1801 het bisdom Roermond was opgeheven. Het grootste gedeelte van het bisdom werd toegevoegd aan het bisdom Luik, maar de Bataafse gebieden vormden een nieuw apostolisch vicariaat.
Het vicariaat omvatte de decanaten Cuijk met 21 parochies, Nijmegen met 20 parochies en Druten (wat ongeveer samenviel met het Land van Maas en Waal) met 15 parochies.
Het vicariaat werd in 1851 toegevoegd aan het apostolisch vicariaat 's-Hertogenbosch.